# Canal d'Experiències Hidrodinàmiques del Pardo
El Canal d'Experiències Hidrodinàmiques del Pardo (CEHIPAR) és un organisme autònom adscrit al Institut Nacional de Tècnica Aeroespacial d'Espanya del Ministeri de Defensa d'Espanya, centre de referència de la recerca i desenvolupament (R+D) en la construcció naval civil i militar. El seu director va ser el capità de navili Emilio Fajardo Jimena fins al novembre de 2015.

## Instal·lacions
Va ser creat en 1929 i és un organisme capdavanter a Espanya en l'estudi, l'experimentació i la recerca dels aspectes hidrodinàmics de la construcció naval militar, mercant, pesquera i esportiva. Els treballs que realitza el CEHIPAR contribueixen a l'optimització de les condicions d'explotació i navegabilitat dels bucs així com a incrementar la seva seguretat. Es treballa tant en l'estalvi energètic dels bucs, com en la certificació i homologació de proves de velocitat de les embarcacions.
El CEHIPAR compta amb grans instal·lacions que permeten treballar en la recerca sobre tots els elements clau de la navegabilitat dels bucs. Així, en els tallers es realitzen els models a escala de les embarcacions que seran sotmeses a proves de navegabilitat. També compta amb un Laboratori de Dinàmica del Buc, que consisteix en un canal de 150 metres de llarg, 30 d'ample i 5 de profunditat amb capacitat per reproduir les condicions del mar, incloent la generació de tot tipus d'onatge. Aquí se sotmet als models d'embarcacions, plataformes petrolieres i artefactes flotants a situacions extremes per provar la seva seguretat.
Compte també amb un segon canal de 320 metres de llarg, 12,5 metres d'ample i 6,5 metres de profunditat, en aquest cas d'aigües tranquil·les, per millorar les condicions generals del disseny del buc. Finalment, en el túnel de cavitació es treballa en l'optimització del disseny de les hèlixs, reproduint les condicions reals de pressió a les quals es veuen sotmeses en el mar.
Actualment el CEHIPAR treballa en l'experimentació amb plataformes eòliques marines i amb sistemes d'aprofitament de l'energia de l'onatge. També participa en el desenvolupament d'assaigs de grans bucs, petroliers, tonyiners i patrullers d'acció marítima.